# اوپال آتشی
اوپال آتشی (به فرانسوی: Opale_de_feu) با فرمول شیمیایی SiO2.nH2O از مجموعه کانی هاست و از نظر خواص فیزیکی و شیمیایی مشابه اوپال است ولی ازنظر رنگ قرمز آتشی از آن تمیز داده می‌شود. محلول در KOH , HF برای اولین بار در مکزیک کشف شد و از نظر شکل بلور: دودکائدر، رنگ: سفید - زرد - قرمز - سبز - قهوه‌ای قرمز - آبی - سیاه، شفافیت: شفاف - نیمه شفاف، جلا: شیشه‌ای - چرب - مات، رخ: ندارد و در رده‌بندی اکسید است
همایند کانی‌شناسی (پارانژ) آن - اوپال نوبل- هیالیت است
، از نظر ژیزمان قلوه‌ای شکل - استالاکتیتی - کنکرسیونی - قشری - پسودومورف کمیاب است و بیشتر در ترکیه، مکزیک، اطریش، چک اسلواکی یافت می‌شود.